# Represa del Condado
Represa del Condado (o simplemente Represa) es una localidad española, perteneciente al municipio de Vegas del Condado, en la provincia de León y la comarca de La Sobarriba, en la Comunidad Autónoma de Castilla y León.
Situado entre el Arroyo del Reguerón y el Arroyo de las Arregadas, que vierten sus aguas en el Río Porma.
Los terrenos de Represa del Condado limitan con los de Castro del Condado al norte, Villanueva del Condado al noreste, San Cipriano del Condado al este, Moral del Condado al sureste, Solanilla y Villalboñe al suroeste, Villafeliz de la Sobarriba al oeste y Villamayor del Condado al noroeste.
Perteneció a la antigua Hermandad de La Sobarriba.